# 경제고통지수
경제고통지수(經濟苦痛指數, Economic Misery Index)란 소비자물가 상승률과 실업률을 더한 값이다. 브루킹스 연구소의 경제학자인 아서 오쿤(Arthur Okun)이 착안했다. 이 수치가 높을수록 실업자는 늘고 물가는 높아지고, 반대의 경우 삶의 고통이 줄어드는 것으로 본다.

## 세계
2018년 블룸버그에서 발표한 자료에 따르면 경제고통지수가 가장 높은 나라는 베네수엘라이며, 이 지역의 지수는 무려 1872.0이다. 2위는 남아프리카 공화국(33.1), 3위는 아르헨티나(27.1), 4위는 이집트(26.4), 공동 5위는 그리스와 터키(20.6)이다. 가장 낮은 나라는 태국(2.5)이며, 싱가포르(3.2), 일본과 스위스(3.6), 대만(4.9)이 그 뒤를 이었다.

## 한국
경제고통지수에서 파생된 서민경제고통지수, 청년경제고통지수 등의 지표도 있다. 특히 청년경제고통지수는 경제고통지수의 4배 수준을 기록하고 있다.
2017년 현대경제연구원 보고서에 따르면, 경제고통지수는 2015년 추석 직전에는 3.9%였지만 2016년에는 4.5%로 올랐고 2017년에는 6.2%로 더 상승했다. 또 생활물가상승률과 체감실업률을 더한 서민경제고통지수는 2015년에는 11.0%, 2016년에는 10.5%, 2017년에는 14.9%를 기록했다. 청년물가상승률과 청년체감실업률을 더한 청년경제고통지수는 2015년 22.5%, 2016년 22.3%, 2017년 24.9%를 기록했다.
2018년에는 문재인 정부가 최저임금을 급속히 올리면서 물가 상승이 임금 상승을 상쇄했고, 특히 청년층이 찾는 상품의 가격이 올라 청년경제고통지수가 올랐다는 지적이 나온다. 2018년 3월 청년 경제고통지수는 25.3%로 역대 최고 수준을 기록했다. 성태윤 연세대학교 경제학부 교수는 "공약에 따른 최저임금의 가파른 인상은 고용의 경직성을 강화시켜 알바생과 고용시장에 진입하려는 청년들에게 가장 큰 피해를 줄 수 있다"고 지적했다.